# Vlado Kalember
Vlado Kalember (eigentlich: Vladimir Kalember; * 26. April 1953 in Karlovac) ist ein jugoslawischer bzw. kroatischer Popsänger.

## Leben und Wirken
Kalember wurde bekannt als Sänger der Gruppe Srebrna Krila. Er wurde ausgewählt, um Jugoslawien beim Concours Eurovision de la Chanson 1984 zusammen mit der Sängerin Izolda Barudžija zu vertreten. Mit dem Popsong Ciao Amore landete das Duo auf dem vorletzten Platz. 1986 stieg Kalember aus der Band Srebrna Krila aus, um sich nur noch als Solokünstler zu betätigen. Für einige Jahre sang er bei dem Pop-Rock-Allstar-Projekt 4 asa.